# Associazione Calcio Molinella 1933-1934
Questa pagina raccoglie i dati riguardanti l'Associazione Calcio Molinella nelle competizioni ufficiali della stagione 1933-1934.

## Rosa
| N. |                   | Ruolo | Calciatore         |
| -- | ----------------- | ----- | ------------------ |
|    | Italia (bandiera) | D     | Astorre Armaroli   |
|    | Italia (bandiera) | D     | Gino Balboni       |
|    | Italia (bandiera) | C     | Bertocchi          |
|    | Italia (bandiera) | C     | Mario Bertoni      |
|    | Italia (bandiera) | D     | Fernando Besoli    |
|    | Italia (bandiera) | P     | Antonio Bonzi      |
|    | Italia (bandiera) | A     | Giuseppe Cosentino |
|    | Italia (bandiera) | D     | Delli              |

| N. |                   | Ruolo | Calciatore      |
| -- | ----------------- | ----- | --------------- |
|    | Italia (bandiera) | A     | Fenacci         |
|    | Italia (bandiera) | C     | Evelino Gaiani  |
|    | Italia (bandiera) | A     | Manfredo Grandi |
|    | Italia (bandiera) | C     | Sanzio Morara   |
|    | Italia (bandiera) | A     | Augusto Pezzoli |
|    | Italia (bandiera) | A     | Alfonso Pizzi   |
|    | Italia (bandiera) | D     | Walter Spanazzi |
|    | Italia (bandiera) | D     | Orlando Zuffa   |